# Garbhodakaśaji

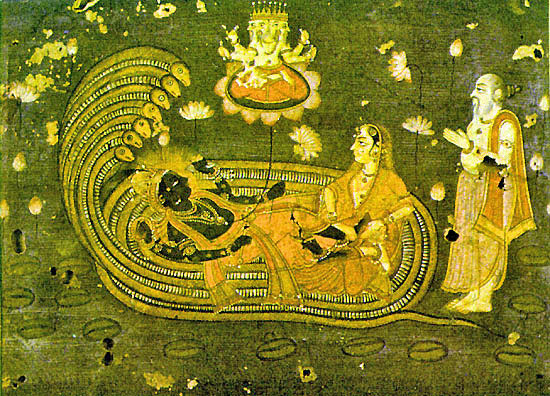
Od lewej: Garbhodakaśaji-Wisznu, Brahma, Lakszmi, Anata-Szesza i Markandeja

Garbhodakaśaji – inkarnacja Wisznu. Wchodzi do każdego z niezliczonej ilości wszechświatów. Druga inkarnacja Wisznu, zaraz po Mahawisznu.

## Manifestacje
W materialnym przejawieniu istnieją trzy manifestacje purusza:
- Karanodakaśayi Wisznu – Mahawisznu
- Garbhodakaśaji Wisznu
- Ksirodakaśaji Wisznu – Paramatma.

## Stworzenie materii
Z porów skóry tego Karanodakaśaji Wisnu emanuje niezliczona liczba wszechświatów.
W każdy z nich Bóg wchodzi jako Garbhodakaśaji Wisnu.
Stwarza ocean, znany od Jego imienia, jako Garbhodaka, na którym kładzie się wraz ze swoją energią, towarzyszką Lakszmi.
Z Jego pępka wyrasta łodyżka kwiatu lotosu, i na tym kwiecie lotosu rodzi się pierwsza istota, Brahma.
Wewnątrz łodyżki tego kwiatu lotosu zawartych jest czternaście kategorii systemów planetarnych, stworzonych przez Brahmę.
Wisznu jest obecny we wszystkich wszechświatach jako Garbhodakaśaji – Wisznu i On utrzymuje każdy wszechświat, a także zaspokaja jego potrzeby.
Chociaż wypełnia On materialny wszechświat, materialna energia nie może Go dotknąć.

## Unicestwienie materii
Kiedy jest to konieczne, ten sam Wisznu przyjmuje formę Pana Śiwy i niszczy kosmiczne stworzenie.
Trzy wtórne inkarnacje – Brahma, Wisznu i Śiwa – są dominującymi Bóstwami trzech sił materialnej natury. Jednakże pierwotnym panem tego wszechświata jest Wisznu, który jest czczony zarówno jako stwórca wszechświata, jak i Dusza Najwyższa.
Literatura sanskrycka opisując Formę kosmiczną podaje, iż posiada On tysiące ramion, głów itd.